# ووروشیلوفسکویه (باشقیرستان)
ووروشیلوفسکویه (انگلیسی: Voroshilovskoye, Russia) یک شهرک در شهرستان ایگلینسکی استان باشقیرستان کشور روسیه است.